# Лоу, Дэмион
Дэ́мион Она́нди Ло́у (англ. Damion Onandi Lowe; 5 мая 1993, Кингстон, Ямайка) — ямайский футболист, защитник клуба «Филадельфия Юнион» и сборной Ямайки.

## Клубная карьера
Дэмион Лоу родился в Кингстоне и является сыном участника Чемпионата мира 1998 в составе сборной Ямайки Онанди Лоу. Дэмион учился в Высшей школе Кэмпердаун в Кингстоне, где играл в молодёжной команде «Харбор-Вью». В 2011 году Лоу поступил в Хартфордский университет, во время учёбы в котором играл в местной команде «Хартфорд Хокс». За три года в команде Лоу сыграл 44 игры и забил 8 голов.
В 2013 году Лоу играл за клуб «Рединг Юнайтед» из Премьер-лиге развития. В составе команды Дэмион провёл 10 игр и забил 1 гол. Защита команды была самой надёжной в дивизионе (было пропущено 12 голов в 14 матчах), а сам Лоу попал в символическую сборную Восточной конференции сезона. Также футболист провёл 2 матча в Открытом кубке США.
В следующем году футболист был выбран на Супердрафте MLS под восьмым номером командой «Сиэтл Саундерс». Однако за 2014 год он так и не сыграл за эту команду, поэтому в 2015 году стал играть в фарм-клубе «Сиэтл Саундерс 2». 8 марта 2016 года Лоу на правах аренды перешёл в клуб Североамериканской футбольной лиги «Миннесота Юнайтед». После окончания сезона 2016 «Саундерс» не продлили контракт с игроком.
В январе 2017 года Лоу подписал контракт с клубом USL «Тампа-Бэй Раудис», за который провёл 16 матчей.
В августе 2017 года Лоу перешёл в норвежский клуб «Старт». 15 мая 2020 года контракт «Старта» и Лоу был расторгнут по взаимному согласию сторон.
16 сентября 2020 года Лоу подписал контракт с клубом Чемпионшипа ЮСЛ «Финикс Райзинг».
28 ноября 2020 года Лоу перешёл в клуб чемпионата Египта «Аль-Иттихад» (Александрия), подписав контракт на два сезона.
16 января 2022 года Лоу присоединился к клубу MLS «Интер Майами», подписав контракт до конца сезона 2023 с опцией продления на сезон 2024. В MLS дебютировал 26 февраля в матче стартового тура сезона 2022 против «Чикаго Файр». 14 мая в матче против «Ди Си Юнайтед» забил свой первый гол в MLS.
25 января 2023 года Лоу был обменян в «Филадельфию Юнион» на $225 тыс. в общих распределительных средствах, пик первого раунда Супердрафта MLS 2024 и приоритетные доморощенные права на Шнайдера Борджелина. За «Юнион» он дебютировал 7 марта в первом матче ⅛ финала Лиги чемпионов КОНКАКАФ 2023 против сальвадорской «Альянсы». В ответном матче против «Альянсы» 14 марта он забил свой первый гол за «Юнион».

## Карьера в сборной
В составе молодёжной сборной Ямайки был участником Чемпионата КОНКАКАФ среди молодёжных команд в 2013 году.
11 октября 2016 года дебютировал в официальных матчах в составе сборной Ямайки в матче отбора на Карибский кубок 2017 против Гайаны.
Дэмион Лоу был вызван в сборную на Золотой кубок КОНКАКАФ 2017. Он отыграл весь турнир без замен, а Ямайка проиграла в финале США со счётом 1:2.
Лоу был включён в состав сборной Ямайки на Золотой кубок КОНКАКАФ 2019. В первом матче в групповом раунде против сборной Гондураса забил гол на 56-й минуте и вместе с командой добился победы со счётом 3:2.
Был включён в состав сборной на Золотой кубок КОНКАКАФ 2021.
Был включён в состав сборной на Золотой кубок КОНКАКАФ 2023.

## Голы за сборную
| № | Дата            | Стадион                                   | Оппонент | Счёт | Результат | Соревнование                |
| - | --------------- | ----------------------------------------- | -------- | ---- | --------- | --------------------------- |
| 1 | 16 февраля 2017 | Би-би-ви-эй Компасс Стэдиум, Хьюстон, США | Гондурас | 1:0  | 1:0       | Товарищеский матч           |
| 2 | 17 июня 2019    | Индепенденс Парк, Кингстон, Ямайка        | Гондурас | 3:1  | 3:2       | Золотой кубок КОНКАКАФ 2019 |
| 3 | 24 июня 2023    | Солджер Филд, Чикаго, США                 | США      | 1:0  | 1:1       | Золотой кубок КОНКАКАФ 2023 |